# Дъмбартън Бридж
Вижте пояснителната страница за други значения на Дъмбартън.
Дъмба́ртън Бридж (на английски: Dumbarton Bridge) е пътен (шосеен) мост в Района на Санфранциския залив в щата Калифорния, Съединените американски щати.
Свързва градовете Фримонт (със североизточния си край) и Менло Парк (с югозападния си край). Той е най-южният от магистралните мостове, които пресичат Санфранциския залив, както и най-късият такъв мост. Дълъг е 2,62 километра (1,63 мили).
Мостът никога не е бил наименуван официално. Широко разпространеното му име Дъмбартън Бридж идва от близкия нос Дъмбартън Пойнт (Dumbarton Point) – на североизточния бряг, наименуван на град Дъмбартън, Шотландия през 1876 г. Източно от пътния мост е построен железопътен мост (1910) с въртяща се средна част за пропускане на плавателни съдове, затворен (1982) и частично срутен (1998), наричан първоначално също Дъмбартън Бридж, после Дъмбартън Рейл Бридж (Dumbarton Rail Bridge) или Дъмбартън Пойнт Бридж (Dumbarton Point Bridge).
Първоначалният шосеен железен Дъмбартън Бридж е открит с 4 ленти за движение през октомври 1982 г. Централната му повдигаща се част е разрушена с контролирано взривяване през септември 1984 г.
Мостът е демонтиран и престроен от стоманобетон, вече на по-голяма височина (25,9 метра) над водата и с 6 ленти за движение, като е открит на 18 октомври 1989 г. Последното разширение на подходите е от юли 2003 г.
По него преминават всеки ден средно по 81 000 превозни средства и 118 велосипедисти и пешеходци.